# هيرويوكي موري
هيرويوكي موري (باليابانية: 森浩之) (و. 1965 – م) هو لاعب كرة قاعدة، من اليابان، ولد في سينان، أوساكا.

## روابط خارجية
- هيرويوكي موري على موقع الدوري الياباني لكرة القاعدة (الإنجليزية)